# Rafael Allan Mollercke
Rafael Allan Mollercke (São Leopoldo, Río Grande del Sur, Brasil, 20 de diciembre de 1991) más conocido como Rafinha, es un futbolista brasileño nacionalizado boliviano. Juega como mediocampista y su equipo actual es Guabirá de la Primera División de Bolivia.

## Trayectoria
Rafinha comenzó su carrera en el Sapucaiense en 2012, antes de trasladarse al Santo Ângelo al año siguiente. Después de ser el máximo goleador del club en el Campeonato Gaúcho Série A2 de 2013, se unió al São José-RS.
Durante la temporada 2014, Rafinha fue cedido al Cerâmica y al Novo Hamburgo, logrando ganar la Copa Metropolitana con este último y terminando como máximo goleador de la competición con 12 goles. De vuelta al Zeca para la campaña 2015, jugó con regularidad antes de acordar un préstamo al Vila Nova de la Série C, en el mes de mayo. Sin embargo, el acuerdo se canceló después de que no pasara los exámenes médicos; posteriormente, se trasladó al Juventus de Seara también en calidad de préstamo.
El 6 de mayo de 2016, regresó al Vila Nova, que para entonces competía en la Série B, nuevamente en préstamo. Sin mucho protagonismo, regresó al São José en enero de 2017, antes de ser cedido al Náutico el 12 de septiembre.
Tras ser titular habitual en el Campeonato Gaúcho 2018 con el São José, firmó un contrato permanente con el Ypiranga-RS el 11 de abril de 2018. El 28 de agosto fue cedido al Juventude hasta finales de año.
El 4 de enero de 2019, se trasladó al extranjero y firmó un contrato de un año con el Blooming de la Primera División de Bolivia. En su primera temporada con el club, logró su mejor marca personal con 14 goles en la liga, y posteriormente se convirtió en capitán del equipo.
El 28 de abril anotó 4 goles  ante Aurora en la victoria de su equipo 3-4 en condición de visitante por la fecha 20 del Torneo Apertura 2019. Disputó la Copa Sudamericana 2023, anotando un gol en la derrota 2-3 ante Newell's Old Boys de Argentina en la fase de grupos, aunque lamentablemente su equipo quedó eliminado al quedar en el último puesto del Grupo E.

## Selección nacional
En marzo de 2024, Rafinha obtuvo la ciudadanía boliviana y fue convocado a la selección de fútbol de Bolivia por el entrenador Antônio Carlos Zago para dos amistosos contra Argelia y Andorra.

## Clubes
| Club                     | País    | Año           |
| ------------------------ | ------- | ------------- |
| Sapucaiense              | Brasil  | 2012          |
| Santo Ângelo             | Brasil  | 2013-2014     |
| EC São José              | Brasil  | 2014-2018     |
| Novo Hamburgo            | Brasil  | 2014          |
| CA Juventus-SC           | Brasil  | 2015          |
| Vila Nova FC             | Brasil  | 2016          |
| Clube Náutico Capibaribe | Brasil  | 2017          |
| Ypiranga-RS              | Brasil  | 2018          |
| EC Juventude             | Brasil  | 2018          |
| Ypiranga-RS              | Brasil  | 2018          |
| Blooming                 | Bolivia | 2019-2024     |
| Santa Cruz FC            | Brasil  | 2025          |
| Guabirá                  | Bolivia | 2025-presente |